# Fúlmine
Fúlmine es un personaje creado por el dibujante, humorista y editor argentino Guillermo Divito, que lo publicó siempre en su revista Rico Tipo.

## Características
Fúlmine es un hombre alto y delgado, de cabeza redonda, cara picada de viruelas y larga nariz afilada; siempre vestido de negro, siempre con paraguas, sombrero, gafas y guantes (todo ello negro también). Tal apariencia física pudo inspirar a Francisco Ibáñez para diseñar al personaje Mortadelo de su popular serie Mortadelo y Filemón.
Representa al hombre al que se le adjudica ser el portador de la mala suerte y las desgracias para con quienes tratan con él.
Lo que en España se denomina un gafe, en Argentina un mufa o un yeta, en Chile un chileno, también en otros lugares una mala sombra y de tantas otras formas.
Curiosamente, no suele estar donde ocurren los hechos con los que se lo vincula. Por lo tanto no es él quien protagoniza el último cuadro de su tira —caso curioso— sino las desgracias que "provoca".

## Enlaces
- Divito por Geno Díaz

- Datos: Q8963229